# Maylandia
Maylandia es un género de peces de la familia Cichlidae y de la orden de los Perciformes. Se encuentra el lago Malawi en África Oriental. 

## Especies
Hay treinta y tres especies reconocidas:
- Maylandia aurora (W. E. Burgess, 1976)
- Maylandia barlowi (McKaye & Stauffer, 1986)
- Maylandia benetos (Stauffer, Bowers, Kellogg & McKaye, 1997)
- Maylandia callainos (Stauffer & Hert, 1992)
- Maylandia chrysomallos (Stauffer, Bowers, Kellogg & McKaye, 1997)
- Maylandia cyneusmarginata (Stauffer, Bowers, Kellogg & McKaye, 1997)
- Maylandia emmiltos (Stauffer, Bowers, Kellogg & McKaye, 1997)
- Maylandia estherae (Konings, 1995)
- Maylandia fainzilberi (Staeck, 1976)
- Maylandia flavicauda (Li, Konings & Stauffer, 2016)
- Maylandia flavifemina (Konings & Stauffer, 2006)
- Maylandia glaucos (Ciccotta, Konings & Stauffer, 2011)
- Maylandia greshakei (M. K. Meyer & W. Förster, 1984)
- Maylandia hajomaylandi (M. K. Meyer & Schartl, 1984)
- Maylandia heteropicta (Staeck, 1980)
- Maylandia koningsi (Stauffer, 2018)
- Maylandia lanisticola (W. E. Burgess, 1976)
- Maylandia lombardoi (W. E. Burgess, 1977)
- Maylandia mbenjii (Stauffer, Bowers, Kellogg & McKaye, 1997)
- Maylandia melabranchion (Stauffer, Bowers, Kellogg & McKaye, 1997)
- Maylandia midomo (Stauffer, Black & Konings, 2013)
- Maylandia mossambica (Ciccotta, Konings & Stauffer, 2011)
- Maylandia nigrodorsalis (Stauffer, Black & Konings, 2013)
- Maylandia nkhunguensis (Ciccotta, Konings & Stauffer, 2011)
- Maylandia pambazuko (Stauffer, Black & Konings, 2013)
- Maylandia phaeos (Stauffer, Bowers, Kellogg & McKaye, 1997)
- Maylandia pulpican (Tawil, 2002)
- Maylandia pyrsonotos (Stauffer, Bowers, Kellogg & McKaye, 1997)
- Maylandia sandaracinos
- Maylandia sciasma (Ciccotta, Konings & Stauffer, 2011)
- Maylandia thapsinogen (Stauffer, Bowers, Kellogg & McKaye, 1997)
- Maylandia xanstomachus (Stauffer & Boltz, 1989)
- Maylandia xanthos (Ciccotta, Konings & Stauffer, 2011)
- Maylandia zebra (Boulenger, 1899)